# Hard Feelings (álbum)
Hard Feelings es el sexto álbum de estudio de la banda de metalcore Blessthefall publicado del 23 de marzo de 2018 vía Rise Records, y producido por Tyler Smyth, Matt Good y Howard Benson. Además es el último álbum con el baterista Matt Traynor.

## Antecedentes
En enero de 2018 la banda publicó el video musical para la canción "Melodramatic", el siguiente mes publicaron la canción Wishful Sinking.

## Giras
A inicios de 2018 la banda esta en giras con Of Mice & Men, Cane Hill, MCSW and Fire from the Gods.

## Listado de canciones
| N.º | Título                        | Duración |  |
| 1.  | «Wishful Sinking»             | 4:27     |  |
| 2.  | «Find Yourself»               | 3:57     |  |
| 3.  | «Melodramatic»                | 3:01     |  |
| 4.  | «Feeling Low»                 | 3:34     |  |
| 5.  | «Cutthroat»                   | 3:18     |  |
| 6.  | «I'm Over Being Under(rated)» | 3:35     |  |
| 7.  | «Sleepless in Phoenix»        | 3:45     |  |
| 8.  | «Keep Me Close»               | 4:47     |  |
| 9.  | «Sakura Blues»                | 3:41     |  |
| 10. | «Welcome Home»                | 3:41     |  |

## Personal
Blessthefall
- Beau Bokan - voz limpia, teclados, piano
- Eric Lambert - guitarra líder, coros
- Elliott Gruenberg - guitarra rítmica
- Jared Warth - bajo, voz gutural
- Matt Traynor - batería, percusión

Producción
- Blessthefall - ingeniero en sonido
- Tyler Smyth - producción, masterización, mezclado
- Howard Benson - producción, mezclado
- Matt Good - ingeniero en sonido, diseño

## Posiciones
| Listas (2018)                        | Posiciones |
| ------------------------------------ | ---------- |
| New Zealand Heatseeker Albums (RMNZ) | 8          |